# Hermann Rauser
Hermann Rauser (* 7. Dezember 1871 in Tübingen; † 14. Mai 1920 in Rottenburg am Neckar) war ein deutscher Verwaltungsbeamter.

## Leben
Rauser studierte 1890 bis 1894 Regiminalwissenschaften in Tübingen. Nach dem Referendariat, das er beim Oberamt Reutlingen und der Regierung des Schwarzwaldkreises absolvierte, wurde er 1896 zum stellvertretenden Amtmann und 1899 zum Polizeiamtmann in Tübingen bestellt. 1903 wurde er Amtmann beim Oberamt Tettnang, 1908 Kollegialhilfsarbeiter beim Verwaltungsamt der Gebäudebrandversicherung, 1909 Kollegialhilfsarbeiter bei der Ministerialabteilung fü Wasser- und Straßenbau, am 30. September 1909 zugleich Stellvertreter des Vorsitzenden des Schiedsgerichts I für Arbeiterversicherung. 1911 bis 1915 war er Assessor beim Oberamt Ulm beschäftigt. 1915 wurde er Oberamtmann des Oberamts Herrenberg, 1910 Oberamtmann des Oberamts Rottenburg.